# Hard Eight
Hard Eight is een Amerikaans misdaaddrama uit 1996 zowel geschreven als geregisseerd door Paul Thomas Anderson, voor wie het in beide disciplines zijn eerste avondvullende film was. De productie werd genomineerd voor Independent Spirit Awards voor beste debuutfilm, beste debuutscript, beste cinematografie, beste hoofdrolspeler (Philip Baker Hall) en beste bijrolspeler (Samuel L. Jackson).
De filmtitel is een term uit het dobbelspel craps die betekent dat er met twee dobbelstenen acht punten worden gegooid doordat ze allebei op vier landen (een vijf + drie of een zes + twee heet een soft eight).

## Verhaal
Wanneer zestiger Sydney een eetcafé binnen wil stappen, vindt hij zittend naast de voordeur de blutte en berooide John. Hij neemt hem mee naar binnen, geeft hem koffie en een sigaret en begint een gesprek met hem. Hij stelt voor om John te laten zien hoe hij in Las Vegas rond kan komen in de gokwereld door sluw gebruik te maken van de regels in casino's.
Twee jaar later volgt John Sydney nog steeds trouw en gaat het aanzienlijk beter met hem. Sydney ontmoet vervolgens de eindjes met moeite aan elkaar knopende serveerster Clementine en betrapt haar terwijl ze als prostituee bijklust na werktijd. Hij belooft niets te zeggen tegen haar baas en neemt haar mee naar zijn en Johns hotelkamer. Ze denkt dat hij met haar naar bed wil, maar hij zegt tegen haar dat ze rustig moet gaan slapen. Zodoende ontmoet Clementine John, met wie het meteen klikt, wat van begin af aan Sydneys opzet was.
Wanneer Clementine en John op huwelijksreis naar de Niagarawatervallen afreizen, zoekt Johns nieuwbakken vriend Jimmy Sydney op. Hij wil Sydney afpersen. Hij dreigt John te vertellen wat hij weet over Sydneys geheim. Die was jaren geleden een zware jongen in het criminele milieu en schoot destijds Johns vader dood in Atlantic City, waar Jimmy vandaan komt. Jimmy bedreigt Sydney met een pistool en maakt hem in zijn hotelkamer $ 6000,- afhandig. Jimmy heeft zijn hand daarmee ernstig overspeeld. Sydney is op leeftijd geraakt en leefde de laatste jaren rustig en naar bepaalde normen en waarden. Hij deinst er niettemin niet voor terug zijn vroegere levensstijl voor een geval als dit nog een keer op te pakken en Jimmy op 'ouderwetse' wijze duidelijk te maken dat er nog altijd niet te spotten valt met hem.

## Rolverdeling
| Acteur                 | Personage        |
| ---------------------- | ---------------- |
| Philip Baker Hall      | Sydney           |
| John C. Reilly         | John             |
| Gwyneth Paltrow        | Clementine       |
| Samuel L. Jackson      | Jimmy            |
| Philip Seymour Hoffman | craps-speler     |
| Robert Ridgely         | manager keno-bar |
| Melora Walters         | Jimmy's vriendin |

## Trivia
- Veel acteurs speelden ook in latere films van Anderson. Zo waren Reilly, Hoffman, Walters, Baker Hall en Ridgely een jaar na het verschijnen van Hard Eight allemaal te zien in Boogie Nights en de eerste vier genoemden in 1999 ook in Magnolia.